# Consell de Cultura de la Generalitat de Catalunya
El Consell de Cultura fou un organisme creat per la Generalitat de Catalunya per mitjà del decret de 9 de juny de 1931, per tal d’estructurar i regir la seva obra cultural.
Estava constituït per vint consellers, aplegats en cinc ponències: ensenyament superior, ensenyament secundari, ensenyament primari, ensenyament tècnic, i arxius, biblioteques i belles arts. Els vint consellers inicials de l'entitat van ser dinou senyors i una senyora. Per la ponència d’ensenyament superior, Josep Xirau, Antoni Trias, Jaume Serra Húnter, Joaquim Xirau i Lluís Nicolau d’Olwer; per la ponència d’ensenyament secundari, Joaquim Balcells, Josep Estalella, Jesús Maria Bellido, Pompeu Fabra, Joaquim Xirau; per la ponència d’ensenyament tècnic, Manuel Ainaud, Rafael Campalans, Carles Pi Sunyer, Joan Puig i Ferreter i Pompeu Fabra; per la ponència d’ensenyament primari, Manuel Ainaud, Joan Delclos, Cassià Costal, Miquel Santaló i Anna Rúbies; per la ponència d’arxius, biblioteques i belles arts, Agustí Duran i Sanpere, Josep Xirau, Francesc Martorell, Pau Font de Rubinat, Joan Puig i Ferreter i Joaquim Folch i Torres. Es reuní per primer cop el 18 de juny de 1931
L’organisme estava presidit pel Conseller d’Instrucció pública i pel president de la Generalitat, que eren en aquell moment Ventura Gassol i Francesc Macià, respectivament. A la pràctica, n'actuà de president Jaume Serra i Húnter, amb Pompeu Fabra de vicepresident i Alexandre Galí de secretari, com ja establia també el decret de creació. En els moments inicials i fins a 1936 en fou l’inspirador el conseller Ventura Gassol. Després el succeïren Carles Pi i Sunyer i Lluís Duran i Ventosa.
Des del primer moment, el Consell de Cultura va mostrar la intenció de crear l'Institut-Escola i l'Escola Normal de Mestres i va definir una línia humanística i espiritual per a la formació educativa dels adolescents.
L’any 1932 el Consell de Cultura recollí en un volum l’obra realitzada: L’Obra de Cultura, publicat a Barcelona el 1932.